# Hanna Vorhofer
Hanna Vorhofer (* 1992) ist eine ehemalige österreichische Skispringerin.

## Werdegang
Vorhofer, die für den SK Saalfelden startete, erreichte erste Erfolge auf nationaler Ebene im Juniorenbereich. So gewann sie in der Altersklasse Schüler das Springen zum Ortsschülerschitag 2004 in St. Johann in Tirol. Als Schülerin des Skigymnasiums Saalfelden wurde sie 2004 zudem Landesmeisterin im Skilanglauf.
Am 14. August 2005 gab Vorhofer in Meinerzhagen beim letzten Springen der FIS-Ladies-Tournee ihr Debüt im Skisprung-Continental-Cup. Als 37. auf der Meinhardus-Schanze verpasste sie aber ihre ersten Punkte nur knapp. Am 18. Februar 2006 startete sie auf der Baptist-Kitzlinger-Schanze in Breitenberg erneut im Continental Cup und gewann dabei als 29. ihre ersten und einzigen zwei Continental-Cup-Punkte. Mit diesen erreichte sie in der Continental-Cup-Gesamtwertung der Saison 2005/06 den 61. und damit letzten Platz. Zu weiteren internationalen Springen trat Vorhofer nicht mehr an.

## Erfolge

### Continental-Cup-Platzierungen
| Saison  | Platz | Punkte |
| ------- | ----- | ------ |
| 2005/06 | 61.   | 2      |